# Motorail

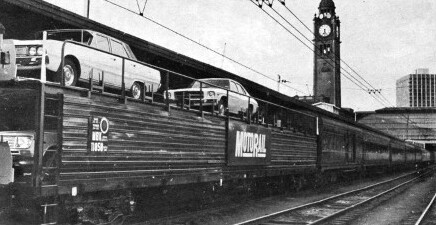
Un vagó motorail a Nova Gal·les del Sud

Un vagó motorail, derivat del seu nom en anglès i anomenat autoexpreso a Espanya, service auto-train a França o autoZug a Itàlia, és un vagó o vagons on els passatgers poden deixar els seus automòbils però es diferencia d'una llançadora de vehicles la qual es fa servir en distàncies més grans. Un exemple d'aquest és The Ghan a Austràlia.
Als Estats Units la companyia Amtrak gestiona la línia de motorail o Auto Train entre Lorton, Virginia (prop de Washington, D.C.) i Sanford, Florida (prop d'Orlando) amb una distància 855 milles.